# Ланцеве
Ла́нцеве — село в Україні, у Пологівському районі Запорізької області. Входить до складу Комиш-Зорянської селищної громади. Населення становить менше 400 осіб.

## Географія
Село Ланцеве знаходиться на березі річки Берда, вище за течією на відстані 1 км розташоване село Титове, нижче за течією на відстані 2,5 км розташоване село Білоцерківка, на протилежному березі — село Більманка. Село витягнуто вздовж річки на 9 км. По селу протікають пересихаючі струмки з загатами. Поруч проходить автомобільна дорога Т 0819.
Розташоване за 20 км на південний схід від селища Кам'янка та за 13 км від залізничної станції Комиш-Зоря.

## Історія
Село засноване в 1814 році вихідцями з сусіднього села Берестового — задунайськими козаками, переселенцями з Полтавщини і Польщі.

## Населення

### Мова
Розподіл населення за рідною мовою за даними перепису 2001 року:
| Мова            | Кількість | Відсоток |
| --------------- | --------- | -------- |
| українська      | 587       | 91.86%   |
| російська       | 46        | 7.19%    |
| румунська       | 3         | 0.47%    |
| вірменська      | 1         | 0.16%    |
| гагаузька       | 1         | 0.16%    |
| інші/не вказали | 1         | 0.16%    |
| Усього          | 639       | 100%     |

## Економіка
- КСП «Ланцівське».

## Об'єкти соціальної сфери
- Школа I—II ст.
- Дитячий садочок.
- Клуб.
- Фельдшерсько-акушерський пункт.

## Постаті
- Бережанський Олександр Сергійович (1976—2018) — старший солдат Збройних сил України, учасник російсько-української війни.